# Canale di Ernest
Il canale di Ernest (Ernest Sound) è una via d'acqua che si trova in Alaska sud-orientale (Stati Uniti d'America). Si estende per 48 chilometri (30 miglia) e ha una larghezza media di circa 3 chilometri (2 miglia) e una profondità massima di circa 90 metri (300 piedi). Ernest Sound è una popolare destinazione per la pesca e la crociera per la sua varietà di fauna selvatica, tra cui orsi, foche, orche e balene.

## Dati fisici
Lo stretto fa parte del Borough di Wrangell ed è compreso nell'area marittima Inside Passage e dell'Arcipelago Alessandro (Alexander Archipelago). Con un orientamento sud / nord divide a ovest l'isola di Etolin (Etolin Island) e l'isola di Wrangell (Wrangell Island) dalla penisola di Cleveland (Cleveland Peninsula) a est. Le sue acque inoltre collegano lo stretto di Clarence (Clarence Strait) al canale di Bradfield (Bradfiels Canal).

### Isole bagnate dal canale
Nel canale sono presenti le seguenti principali isole (da sud a nord):
- Isola di Onslow (Onslow Island)[4] 55°52′48″N 132°21′47″W
- Isola di Eagle (Eagle Island)[5] 55°52′13″N 132°19′24″W
- Isole di Stone (Stone Islands)[6] 55°54′04″N 132°18′53″W
- Isola di Brownson (Brownson Island)[7] 55°59′32″N 132°10′50″W
- Isola di Deer (Deer Island)[8] 56°02′30″N 132°01′06″W
- Isole di Niblack (Niblack Islands)[9] 56°02′13″N 132°06′26″W
- Isola di Found (Found Island)[10] 56°06′20″N 132°04′22″W

### Insenature e altre masse d'acqua
Nel canale sono presenti le seguenti principali insenature (da sud a nord):
- Lato occidentale del canale (lungo la costa dell'isola di Etolin):
  - Canale di Canoe (Canoe Passage)[11] 55°59′43″N 132°12′08″W - Passaggio marittimo tra l'isola di Etolin e l'isola di Beownson.
  - Insenatura di Menefee (Menefee Inlet)[12] 56°06′21″N 132°13′44″W
  - Baia di Southwest (Southwest Cove)[13] 56°05′16″N 132°08′31″W
  - Stretto di Zimovia (Zimovia Strait)[14] 56°13′03″N 132°19′42″W - Divide l'isola di Etolin dall'isola di Wrangell.

- Lato occidentale del canale (lungo la costa dell'isola di Wrangell):
  - Baia di Southeast (Southeast Cove)[15] 56°08′06″N 132°02′55″W
  - Insenatura di Fools (Fools Inlet)[16] 56°12′15″N 132°01′24″W

- Lato orientale del canale (lungo la costa della penisola di Cleveland:
  - Baia di Union (Union Cove)[17] 55°45′38″N 132°12′46″W
  - Baia di Vixen (Vixen Harbor)[18] 55°48′09″N 132°09′25″W
  - Insenatura di Vixen (Vixen Inlet)[19] 55°49′12″N 132°05′31″W
  - Baia di Emerald (Emerald Bay)[20] 55°53′23″N 132°02′28″W
  - Canale di Seward (Seward Passage)[21] 56°01′22″N 131°58′26″W - Passaggio marittimo tra l'isola di Deer e la penisola di Cleveland.

### Promontori
Nel canale sono presenti i seguenti promontori (da sud a nord):
- Lato occidentale del canale (lungo la costa dell'isola di Etolin):
  - Promontorio di Ernest (Ernest Point)[22] 55°51′09″N 132°22′07″W - Si trova sull'isola di Onslow all'entrata del canale sullo stretto di Clarence.
  - Promontorio di Onslow (Onslow Point)[23] 55°50′16″N 132°18′36″W - Si trova sull'isola di Eagle all'entrata del canale sullo stretto di Clarence.
  - Promontorio di Menefee (Menefee Point)[24] 56°02′46″N 132°10′13″W - Si trova all'entrata meridionale dell'omonima insenatura.

- Lato occidentale del canale (lungo la costa dell'isola di Wrangell):
  - Promontorio di Thoms (Thoms Point) 56°06′57″N 132°04′21″W - Si trova all'estremità meridionale dell'isola di Wrangell.

- Lato orientale del canale (lungo la costa della penisola di Cleveland:
  - Promontorio di Lemesurier (Lemesurier Point)[25] 55°45′52″N 132°17′08″W - Si trova all'entrata orientale del canale sullo stretto di Clarence.
  - Promontorio di Magnetic (Magnetic Point)[26] 55°47′18″N 132°11′16″W
  - Promontorio di Union (Union Point)[27] 55°48′08″N 132°10′39″W
  - Promontorio di Vixen (Vixen Point)[28] 55°51′01″N 132°05′32″W
  - Promontorio di Eaton (Eaton Point) 55°56′22″N 132°04′12″W
  - Promontorio di Watkins (Watkins Point) 55°57′37″N 132°02′27″W - A sud dell'entrata meridionale del canale di Seward (Seward Passage).
  - Promontorio di Peters (Peters Point) 55°58′30″N 132°01′50″W - A nord dell'entrata meridionale del canale di Seward sull'isola di Deer.
  - Promontorio di Kuakan (Kuakan Point)[29] 56°05′32″N 132°01′54″W - Sulla punta settentrionale dell'isola di Deer
  - Promontorio di Warde (Warde Point) 56°10′35″N 131°57′59″W

## Storia
Il canale fu attraversato e tracciato per la prima volta nel 1793 da James Johnstone (25 agosto 1793), uno degli ufficiali di George Vancouver durante la sua seconda spedizione del 1791-95. Vancouver in seguito lo chiamò "Prince Ernest's Sound", in onore del principe Ernesto Augusto I di Hannover.

## Accessi e turismo
Il canale è una delle vie di accesso alla città di Wrangell (anche se non la principale: stretto di Stikine) 
Il canale si trova nella foresta Nazionale di Tongass (Tongass National Forest).

## Fauna
Nella fauna marina del canale si trovano: balene, leoni marini e aringhe (queste ultime molto numerose). Nel canale si pratica anche la pesca del salmone.